# Soerendonks Goor

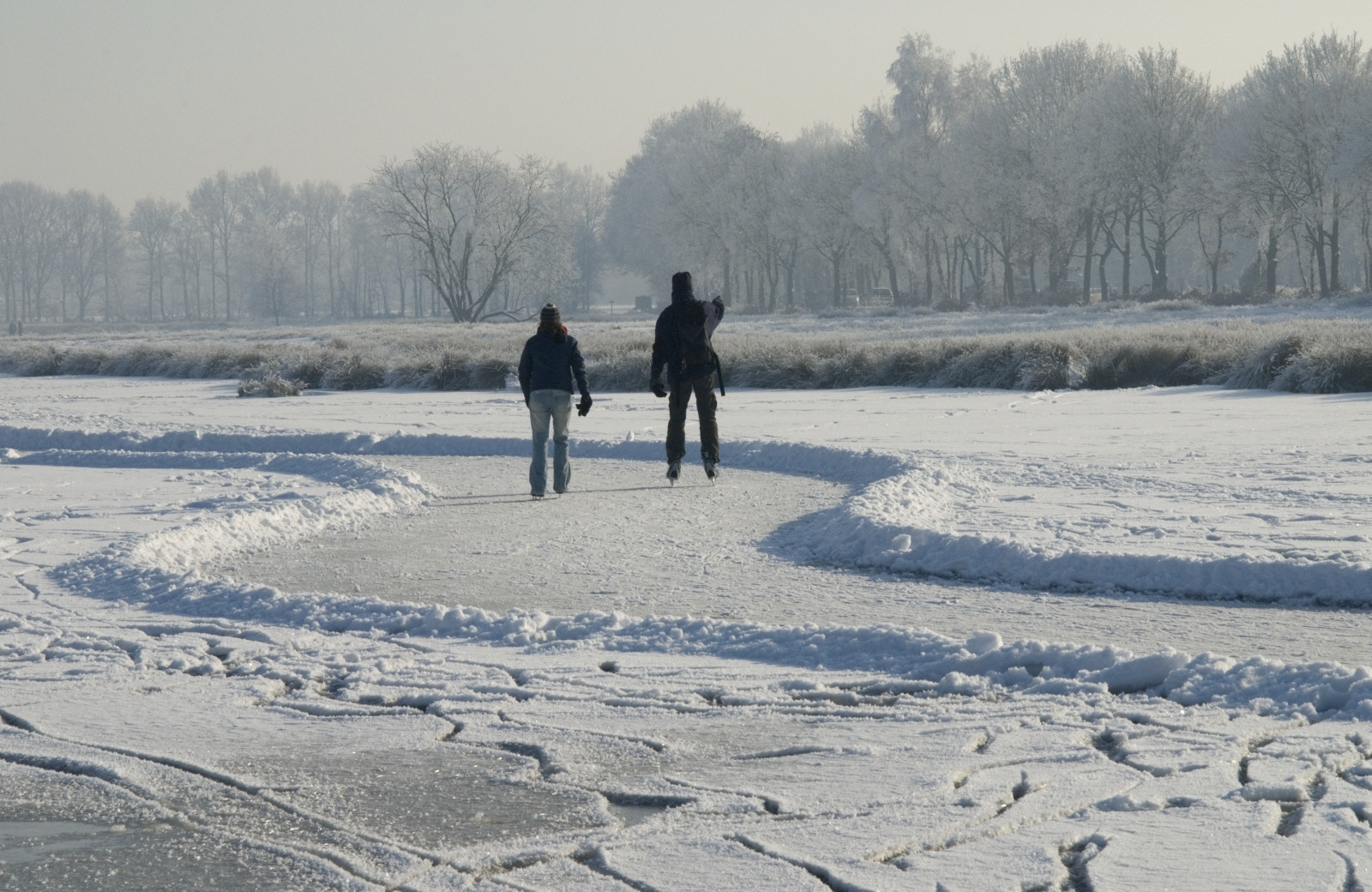

Het Soerendonks Goor (ook wel kortweg: Het Goor) is een natuurgebied ten westen van Soerendonk. Het wordt beheerd door Staatsbosbeheer.
Het reservaat bestaat uit een grote waterplas met aansluitend een moerassig gebied, dat wordt doorstroomd door de Naaste Aa, die stroomafwaarts overgaat in de Strijper Aa. De plas is rijk aan watervogels, die kunnen worden waargenomen vanuit een vogelkijkhut.
Het Soerendonks Goor sluit in het westen aan op de Groote Heide en in het zuiden op de Gastelse Heide.